# Mettouh
Mettouh (en àrab متوح, Mattūḥ; en amazic ⵎⵜⵜⵓⵃ) és una comuna rural de la província d'El Jadida, a la regió de Casablanca-Settat, al Marroc. Segons el cens de 2014 tenia una població total de 25.856 persones.